# Jean-Rabel
Jean Rabel (Haitianisch-Kreolisch Jan Rabèl) ist eine Gemeinde im Département Nord-Ouest von Haiti.

## Geschichte
Mitte des 18. Jahrhunderts lebten Bukaniere in der Gegend, die sich im Jahr 1742 entschlossen, ihren provisorischen Stützpunkt auszubauen. Dieser sollte dazu dienen, ihre Waren zu lagern. Die französische Kolonialverwaltung stimmte zu, da sie die Gelegenheit sah, durch wirtschaftliche Entwicklung ihre Einnahmen zu steigern. Am 10. Juli 1743 wurde eine Verordnung über die Gründung der Gemeinde Jean Rabel erlassen.
Am 17. Oktober 1821 wurde der Ort unter der Regierung von Jean-Pierre Boyer in den Rang einer Kommune erhoben. Dieses Gesetz machte sie zur 52. Gemeinde der Republik Haiti.
Am 23. Juli 1987 fand das Massaker von Jean-Rabel statt. Mindestens 139 Menschen kamen zu Tode, als paramilitärische Gruppen unter der Führung von Tonton Macoutes, angeblich auf Befehl eines lokalen Landoligarchen, in dem Ort wahllos Einwohner umbrachten. Einige Tage zuvor hatte Präsident Henri Namphy die Gegend besucht und die Ansprüche des Großgrundbesitzers unterstützt. Die Opfer waren überwiegend Angehörige der Landreformgruppe Tet Ansamn.

## Lage und Beschreibung
Neben dem Stadtzentrum Ville de Jean-Rabel und dem Quartier de Bord de Mer bestehen sieben Gemeindebezirke:
1. Lacoma mit Astraile, Barbe-Pangnol (Barbes Espagnol), Boucan-Filsaimé, Cabaret, Ca Bonette, Ca Fourré, Ca l'Etang, Cheslin, Davilmar, Fond-Lecturne, La Guinaudée, La Passe, La Rivière, La Rivière Cola, Lotest, Malabe, Nan Content, Nan Quai, Pelier, Pijotte, Port-à-l'Ecu, Sauval, Savane-Poufli, Savoyard, Tête-Source, Ti Savane und Vindio,
2. Guinaudée mit Boucan-Patrio, Boue-Flette, Digoterie, Gros Bassin, La Croix, La Plaine, Loubier, Mignone, Nan Bantier, Nan Ferme, Nan Guillette, Nan Paul, Nan Picho, Nan Raquette, Nan Tinte, Pividi, Pointe-Jean-Rabel, Sauvale, Station-Bambou, Thomas, Trou Jules und Zèbre-à-Flèche,
3. Vielle Hatte mit Abricot, Bord-de-Mer-de-Jean-Rabel, Colette, Fond Cirouelle, Fond Toussaint, Fond Zombi, Grande-Falaise, Guinaudée, Habitation Morne Bourrique, Jean-Louis, La Lande, La Reserve, Nan André, Nan Fillette, Nan Foach, Nan Foubie, Nan Massacre, Nan Solon, Pointe-Saline, Source-Aniesse, Source-Blanche, Trasaël, Valoir, Vieux Caille und Vieux-Place,
4. La Montagne mit Bassin-Bleu, Campfile, Goyavier, Massacre, Nan Godette, Platon-Chateau und Repos,
5. Desources mit Cadet, Grande-Source, Menard, Nan Sable und Rossina,
6. Grand Source mit Bazin, Ca Deme, En Bas, Fond Sable, Godé, Gommier, Grand Rac, La Ti Place, Nan Saut, Poirier und Sous Blanc sowie
7. Diondion mit Arcadien, Calbassier, Corossol, Fond-Amadou, Fond-Mapou, Gaïac-Penché, Marie-Noël, Nan Coicou, Nan Digo, Nan Guildive, Papaille, Rodolphe und Troullac.

Die Route Départementale RD-52 verbindet Jean-Rabel mit Port-de-Paix im Osten (46 Kilometer) und Môle-Saint-Nicolas im Westen (32 Kilometer). Die Route Nationale RN-5, die südlich nach Gonaïves führt, wird bei Port-de-Paix erreicht.
Jean-Rabel bildet einen Schwerpunkt der Deutschen Welthungerhilfe in Haiti. Sie betreibt mehrere Projekte in der Gemeinde, die vor allem der Verbesserung der Nahrungsmittelversorgung dienen sollen.